# Дискография на Лили Иванова
Лили Иванова е българска поп певица. От 1961 г. развива непрекъсната изпълнителска и концертна дейност както в България, така и в чужбина, записва песни и албуми, има медийни изяви, участва в телевизионни програми, снима се в клипове. През 1970-те и 1980-те години голяма популярност добиват дуетите ѝ с Асен Гаргов. Двамата записват два албума, а той пише песни както за нея, така и за двамата. В знак на уважение за приноса си към българската популярна музика Лили Иванова понякога е наричана „Примата на българската естрада“.

## Студийни албуми
- 1964 – „Recital Lili Ivanova“
- 1967 – „Пее Лили Иванова“
- 1968 – „Поет Лили Иванова“ (Мелодия – Д 22975–6), издадена в СССР
- 1969 – „Камино“
- 1970 – „Най-хубавото с Лили Иванова“
- 1972 – „Обичам те“
- 1972 – „Поëт Лили Иванова“, касета, издадена в СССР[1]
(MC, Мелодия – М00209)
- 1973 – „Вечност“
- 1974 – „Панаири“, компилация с песни от Тончо Русев и Дамян Дамянов
- 1975 – „Танго“
- 1976 – „Стари мой приятелю“
- 1977 – „Гълъбът“
- 1977 – „Лили Иванова изпълнява песни от Александър Йосифов“, компилация
- 1978 – „Животът ни събира, животът ни разделя“, дуетна плоча с Асен Гаргов
- 1979 – „Моят град“
- 1980 – „Предупреждение“
- 1981 – „Kein Film war schöner“
- 1982 – „Щурче“
- 1982 – „Най-хубавото от песните на Лили“, компилация
- 1983 – „Лили Иванова и Асен Гаргов“
- 1984 – „Искам те“
- 1986 – „Лили Иванова '86“
- 1987 – „Ти ме повика“
- 1989 – „Тежка сватба“
- 1993 – „Хазарт“
- 1995 – „Готови ли сте за Любов?“
- 1999 – „Частен случай“
- 2000 – „Ветрове“
- 2001 – „Любовта е по-силна от всичко“
- 2002 – „The Best 1“, компилация
- 2003 – „The Best 2“, компилация
- 2003 – „Илюзия, наречена любов“
- 2005 – „Золотая коллекция Ретро“, компилация, издадена в Русия
- 2006 – „Без правила“
- 2008 – „Една любов“
- 2010 – „В името на вярата“
- 2010 – „Този свят е жена“
- 2012 – „LI“
- 2014 – „Поетът“
- 2015 – „Невероятно“, антология
- 2017 – „Лили Иванова 2017“
- 2019 – „Севдана“
- 2020 – „Live at „Arena Armeec“ hall 2012“
- 2020 – „Live НДК XII 2019“
- 2024 – „Лили Иванова 2024“

## Мини албуми
- 2021 – „Чуй душата ми...“

### Малки плочи
- 1963 – „Ако имах чук“/ „Сърце“ (Балкантон – 2705)
- 1965 – „Изпълнения на Лили Иванова“ („Ваканцията свърши“/ „Брезите и момчето“/ „Vola, vola da me“/ „Клемантин“) (Балкантон – 5736, ВТМ 5736)
- 1966 – „Адажио“/ „Бялата лодка“ (Балкантон – ВТК 2797)
- 1968 – „Bulutlar“/ „Nisan Şakası“ (Arkon ‎– AR 151), издадена в Турция
- 1968 – „Да вярвам ли“/ „Любов“/ „Априлска шега“ (Sayton – SA-24), издадена в Испания
- 1968 – „Априлска шега“ (Балкантон – ВТК 2832)
- 1968 – „Мелодий друзей 68. Лили Иванова“ (Мелодия – ГД-000969-70), издадена в СССР
- 1970 – „Es gibt nie ein Goodbye“/ „Ein bunter Regenbogen“ (BASF ‎– CQA 029), издадена във ФРГ
- 1970 – „Mademoiselle Tristesse“/ „Tschau-tschau und komm wieder“ (BASF ‎– CQA 071), издадена във ФРГ
- 1970 – „Rote Rosen vom Schwarzen Meer“/ „San Salvador“ (BASF ‎– 05 10125-2), издадена във ФРГ
- 1970 – „Изпълнения на Лили Иванова“ („Реквием“/ „Трудният танц“/ „Седемнадесетгодишните“/ „Любов“) (Балкантон – ВТМ 6052)
- 1970 – „Пее Лили Иванова“ („Този свят е тъй прекрасен“/ „Иди си“/ „Звезда“/ „Какъв си ревнив“) (Балкантон – ВТМ 6054)
- 1970 – „Лили Иванова (Болгария)“ (Мелодия – ГД-0003767-8), издадена в СССР
- 1971 – „Пее Лили Иванова“ („Пътеките“/ „Ноктюрно“) (Балкантон – ВТК 2946)
- 1972 – „Лили Иванова“ („Българка“/ „Мечта“) (Балкантон – ВТК 2999)
- 1972 – „Лили Иванова изпълнява песни от Морис Аладжем“ („Спомен мой“/ „Последна нощ“) (Балкантон – ВТК 2988)
- 1972 – „Лили Иванова изпълнява песни от Морис Аладжем“ („Ръцете ти“/ „Сърце“) (Балкантон – ВТК 2989)
- 1972 – „Лили Иванова“ („Аугуста“/ „Вълшебно цвете“) (Балкантон – ВТК 3009)
- 1972 – „Лили Иванова“ („Огънят“/ „След теб“) (Балкантон – ВТК 3010)
- 1973 – „Лили Иванова“ („Панаири“/ „Стъпки“) (Балкантон – ВТК 3036)
- 1973 – „Лили Иванова“ („Абракадабра“/ „Розата“) (Балкантон – ВТК 3051)
- 1973 – „Лили Иванова (Болгария)“ (Мелодия – ГД-0003353), издадена в СССР
- 1976 – „Лили Иванова“ („Топлият вятър“/ „Вярвай ми“) (Балкантон – ВТК 3350)
- 1977 – „Шега“/ „Вечен бяг“ (Балкантон – ВТК 3327), дуетна плоча с Асен Гаргов
- 1977 – „Лили Иванова и Асен Гаргов“ („Пролетно настроение“/ „Посвещение“) (Балкантон – ВТК 3366)
- 1977 – „Остани“/ „Изповед“ (Балкантон – ВТК 3365)
- 1977 – „Ekspres tango“/ „Paryska historia“ (Muza – SS 748), съвместна плоча с Емил Димитров, издадена в Полша
- 1978 – „Лили Иванова и Асен Гаргов“ („Ние бяхме заедно“/ „Дали“) (Балкантон – ВТК 3449)
- 1978 – „За две ръце“/ „Светъл дъжд“ (Балкантон – ВТК 3451)
- 1979 – „Моят град“/ „Стрелките се въртят“ (Балкантон – ВТК 3470)
- 1980 – „Лили Иванова (Болгария)“ (Мелодия – Д 15151), издадена в СССР
- 1980 – „Лили Иванова (Болгария)“ (Мелодия – Г62-08231-2), издадена в СССР
- 1981 – „Лили Иванова и група Макове“ („Един живот“/ „Morir al lado de mi amor“) (Балкантон – ВТК 3629)
- 1981 – „Woman in Love“/ „More Than I Can Say“ (Балкантон – ВТК 3656)
- 1985 – „Моят път“/ „Спомен“ (Балкантон – ВТК 3843)
- 1986 – „Лили Иванова“ („Закъснение“/ „Обичай ме днес“) (Балкантон – ВТК 3862)

### Сингли
- 1965 – „Събота вечер“ (SP, Балкантон – ВТВ 10078)
- 1965 – „Ти“ (SP, Балкантон – ВТВ 10084)
- 1968 – „Без радио не мога“ (SP, Балкантон – ВТВ 10214)
- 1969 – „За обич съм родена“ (SP, Балкантон – ВТВ 10242)
- 1970 – „Реквием“ (SP, Балкантон – ВТВ 10229)
- 1973 – „Camino“ (IRT – 001), издаден в Чили
- 2004 – „Танго“ (CD, StefKos Music – SD 0409185)
- 2012 – „Искам любов“ (CD, Лили Иванова)
- 2012 – „Ти не си за мен“ (DVD, max)“
- 2020 – „Live at „Arena Armeec“ hall 2012“
- 2020 – „Live НДК XII 2019“

## Други
- 1966 – „Сопот '66“ (Сборна плоча с няколко изпълнители; Лили изпълнява „Не умею так“)
- 1968 – „Lili Ivanova – Dova“ – съвместна дългосвиреща плоча с Дова, в която Лили има три песни от сингъла „Yo creo en ti“/ „Любов“/ „Априлска шега“